# Müllverwertungsanlage Rugenberger Damm
Die Müllverwertungsanlage Rugenberger Damm (MVR) ist eine Müllverbrennungsanlage in Hamburg-Altenwerder. Sie wird betrieben von der MVR Müllverwertung Rugenberger Damm GmbH, an der bis Februar 2020 Vattenfall Europe New Energy mit 55 Prozent beteiligt war und die Stadtreinigung Hamburg über die SRH Verwaltungsgesellschaft mbH mit 45 Prozent. Im Februar 2020 übernahm die Stadtreinigung Hamburg die Anteile von Vattenfall. Die Anlage dient zu etwa zwei Dritteln der Abfallentsorgung für Hamburg und zu einem Drittel für die vier niedersächsischen Landkreise Rotenburg (Wümme), Harburg, Heidekreis und Stade.
Die Anlage, die für einen jährlichen Durchsatz von 320.000 t dimensioniert ist, wurde 1999 in Betrieb genommen. Die bei der Verbrennung des Abfalls freigesetzten Energie wird zur Erzeugung von Strom, Prozessdampf für Industriekunden und Fernwärme genutzt. Letztere wird seit Herbst 2004 für ein Versorgungsgebiet der Hansewerk in Hamburg-Neuwiedenthal und Hamburg-Neugraben-Fischbek in Form von heißem Wasser (Heizwasser) ausgekoppelt.
Die bei der Rauchgasreinigung anfallende Rohsäure wird zu einer technisch reinen 30%igen Salzsäure aufkonzentriert, die in der chemischen Industrie, dem Baugewerbe und Kraftwerksanlagen Absatz findet. REA-Gips wird an die Bauindustrie zur Herstellung von Putzgips ausgeliefert.